# Степанівка (Алчевський район)
Степа́нівка — село в Україні, у  Кадіївській міській громаді Алчевського району Луганської області. Населення становить 13 осіб. Орган місцевого самоврядування — Червонопрапорська сільська рада.
Знаходиться на тимчасово окупованій території України.
Відповідно до Розпорядження Кабінету Міністрів України від 12 червня 2020 року № 717-р «Про визначення адміністративних центрів та затвердження територій територіальних громад Луганської області» увійшло до складу Кадіївської міської громади.

## Географія
Біля східних околиць села бере початок права притока річки Санжарівка під назвою Горілий. Сусідні населені пункти: селища Южна Ломуватка на південному сході, Ломуватка на сході, Ганнівка на північному сході, Калинове на півночі, села Веселогорівка на північному заході, Надарівка на заході, Польове на південно заході.

## Населення
За даними перепису 2001 року населення села становило 13 осіб, з них 53,85% зазначили рідною українську мову, а 46,15% — російську.